# Dernière Sortie pour Brooklyn
Pour les articles homonymes, voir Last Exit to Brooklyn.
Pour plus de détails, voir Fiche technique et Distribution.
Dernière Sortie pour Brooklyn (Letzte Ausfahrt Brooklyn, aussi connu sous son titre anglais Last Exit to Brooklyn) est un film dramatique allemand réalisé par Uli Edel, sorti en 1989.
Le film, subdivisé en épisodes, est une adaptation du roman Last Exit to Brooklyn d'Hubert Selby, Jr., paru en 1964.
Dans le New York des années 1950, des prostituées, des militants syndicalistes et des drag queens mènent une vie difficile dans un quartier de la classe ouvrière de Brooklyn. La drogue, la criminalité et la violence sont leur quotidien.

## Synopsis
Le film superpose plusieurs histoires qui se déroulent simultanément et, en partie, dans les mêmes lieux, à Brooklyn, et qui se croisent parfois.
Harry Black est le représentant local d'un syndicat qui anime une grève dans une usine depuis six mois. Au cours d'une bagarre de rue, il rencontre de nouveaux « amis » avec lesquels il va voir un show de travestis. Il se rend compte qu'il n'est plus attiré par sa femme et commence une liaison avec Regina, un dandy androgyne dont il tombe amoureux. Après avoir découvert des irrégularités dans ses comptes, la direction du syndicat retire ses responsabilités à Harry Black. C'est alors que Regina se détourne de lui. Désespéré et saoul, il tente de violer un adolescent du quartier ; rattrapé, il est roué de coups et humilié par plusieurs hommes.
Big Joe, un ouvrier père d'une fille enceinte, commence par rejeter le père de l'enfant, ouvrier en grève lui aussi. Mais le mariage et la solidarité de groupe finissent par aplanir la situation.
Georgette est un jeune travesti qui vit librement ses inclinations sexuelles. Il est soutenu par sa mère mais violemment rejeté par son frère aîné, ouvrier en grève lui aussi. Il est amoureux d'un des jeunes voyous, qui le méprise. À la fin d'une soirée, drogué, il court dans la rue, est heurté par une voiture et meurt.
Tralala est une jeune femme blonde qui fréquente les bars de Brooklyn et se prostitue. Parfois, elle attire les clients dans un piège où ils sont agressés par des complices, puis dépouillés. Dans un bar de Manhattan, elle rencontre un sous-officier qui va partir pour la guerre de Corée, et tombe amoureux d'elle. Ils passent quelques jours ensemble. Elle semble de plus en plus attirée par cet homme. Après son départ, elle rentre à Brooklyn, se saoule et se jette dans un bar, au milieu d'un groupe de marins, militaires et autres jeunes, qui la violent.
Sal, jeune fils de Big Joe, parvient à s'acheter une moto. Amoureux de Tralala, il part à sa recherche. Il la retrouve nue et prostrée et s'effondre en pleurs. Elle semble alors le consoler.
À la fin du film, le syndicat obtient satisfaction et le travail reprend.

## Fiche technique
- Titre français : Dernière sortie pour Brooklyn
- Titre original : Last Exit to Brooklyn
- Réalisation : Uli Edel
- Scénario : Desmond Nakano, d'après le roman de Hubert Selby Jr.
- Photographie : Stefan Czapsky
- Musique : Mark Knopfler
- Production : Bernd Eichinger (Neue Constantin Film)
- Co-production : Bavaria Film, Allied Filmmakers
- Langue : anglais
- Format : couleurs - 1,85:1
- Durée : 102 minutes
- Interdit aux moins de 12 ans en France

## Distribution
- Stephen Lang (VF : Patrick Floersheim) : Harry Black
- Jennifer Jason Leigh (VF : Virginie Ledieu) : Tralala
- Burt Young (VF : Jacques Deschamps (acteur)) : Big Joe
- Peter Dobson (VF : Michel Mella) : Vinnie
- Jerry Orbach (VF : Jacques Frantz) : Boyce
- Stephen Baldwin (VF : Vincent Grass) : Sal
- Jason Andrews (VF : Julien Kramer) : Tony
- James Lorinz (VF : Jean-François Vlérick) : Freddy
- Sam Rockwell : Al
- Maia Danziger : Mary Black
- Camille Saviola : Ella
- Ricki Lake : Donna
- Cameron Johann (VF : Thierry Bourdon) : Spook
- John Costelloe (VF : Bernard Métraux) : Tommy
- Christopher Murney (VF : Philippe Dumat) : Paulie

## Bande originale
La musique du film a été composée par Mark Knopfler. 
| Liste des titres | Liste des titres               | Liste des titres | Liste des titres | Liste des titres | Liste des titres | Liste des titres | Liste des titres | Liste des titres | Liste des titres |
| No               | Titre                          | Durée            |                  |                  |                  |                  |                  |                  |                  |
| ---------------- | ------------------------------ | ---------------- | ---------------- | ---------------- | ---------------- | ---------------- | ---------------- | ---------------- | ---------------- |
| 1.               | Last Exit to Brooklyn          | 5:03             |                  |                  |                  |                  |                  |                  |                  |
| 2.               | Victims                        | 3:33             |                  |                  |                  |                  |                  |                  |                  |
| 3.               | Think Fast                     | 2:47             |                  |                  |                  |                  |                  |                  |                  |
| 4.               | A Love Idea                    | 3:05             |                  |                  |                  |                  |                  |                  |                  |
| 5.               | Tralala                        | 5:31             |                  |                  |                  |                  |                  |                  |                  |
| 6.               | Riot                           | 6:22             |                  |                  |                  |                  |                  |                  |                  |
| 7.               | The Reckoning                  | 7:13             |                  |                  |                  |                  |                  |                  |                  |
| 8.               | As Low as it Gets              | 1:30             |                  |                  |                  |                  |                  |                  |                  |
| 9.               | Finale – Last Exit to Brooklyn | 6:18             |                  |                  |                  |                  |                  |                  |                  |
| 41:22            |                                |                  |                  |                  |                  |                  |                  |                  |                  |

## Distinctions
Le film a été nommé et a remporté deux Deutscher Filmpreis : meilleur film et meilleure réalisation.

## Postérité
En 2001, le groupe groupe allemand de musique pop Modern Talking a écrit et interprété la chanson Last Exit to Brooklyn, basée sur le film.